# Малое Трифоново
Малое Трифоново — деревня в Артёмовском муниципальном округе Свердловской области. Управляется Большетрифоновской сельской администрацией.

## География
Малое Трифоново расположено на левом берегу реки Бобровки, в 4-х километрах на запад от города Артёмовского.

## История
Поселение основано в конце XVII века. Решением Свердловского облисполкома № 78 от 09.02.1977 г. название деревни Малая Трифонова уточнено на Малое Трифоново.

## Население
| 2002 | 2010 | 2021 |
| ---- | ---- | ---- |
| 220  | ↘206 | ↘155 |

## Инфраструктура
В Малом Трифонове две улицы: Гагарина и Ленина.